# Kosteriovo
Kosteriovo (en russe : Костерёво) est une ville de l'oblast de Vladimir, en Russie. Sa population s'élevait à 7 113 habitants en 2021.

## Géographie
Kosteriovo est arrosée par la rivière Lipnia, un affluent de la Kliazma, et se trouve à 55 km au sud-ouest de Vladimir et à 127 km à l'est-nord-est de Moscou.

## Histoire
Kosteriovo s'est développé à partir d'une gare ferroviaire du même nom ouverte au trafic en 1890. Elle accéda au statut de commune urbaine en 1939 et à celui de ville en 1981.

## Galerie
|  |  |

## Population
Recensements (*) ou estimations de la population
| 1897* | 1959* | 1970* | 1979*  | 1989*  |
| ----- | ----- | ----- | ------ | ------ |
| 886   | 7 474 | 9 250 | 11 365 | 11 777 |

| 2002* | 2010* | 2012  | 2013  | 2021* |
| ----- | ----- | ----- | ----- | ----- |
| 9 608 | 9 073 | 8 993 | 8 867 | 7 113 |

## Économie
La principale entreprise de Kosteriovo est : OAO Kosterevski kombinat tekhnitcheskikh plastmass (ОАО Костеревский комбинат технических пластмасс) qui produit des matières plastiques.